# Cadalso
Cadalso – gmina w Hiszpanii, w prowincji Cáceres, w Estramadurze, o powierzchni 7,35 km². W 2011 roku gmina liczyła 484 mieszkańców.